# 張肇
張肇（1548年—？），字子基，號成所，直隸鎮江府丹陽縣人，民籍，明朝政治人物。

## 生平
萬曆七年（1579年）己卯科應天府鄉試第五十八名，萬曆八年（1580年）庚辰科會試第二百四名，登三甲第一百零六名進士。吏部觀政，本年授湖州府推官，丁憂归乡，卒。

## 家族
曾祖張曖；祖父張璉；父張錫。母蔡氏。